# Durham (Nuevo Brunswick)
Durham es una parroquia canadiense situada en la provincia de Nuevo Brunswick.

## Superficie
Durham tiene una superficie de 409,78 km².

## Demografía
En 2021, tenía 950 habitantes, una densidad poblacional de 2,3 hab./km², y 563 viviendas.